# Joe Kleine
Joseph William «Joe» Kleine (Colorado Springs, Colorado; 4 de enero de 1962) es un exjugador de baloncesto estadounidense que jugó durante 15 temporadas como profesional en la NBA. Con sus 2,13 metros de estatura, jugaba en la posición de pívot.

## Trayectoria deportiva

### Universidad
Comenzó su andadura colegial en la Universidad de Notre Dame, donde solamente jugó una temporada, disponiendo de pocos minutos. Al año siguiente fue transferido a la Universidad de Arkansas, donde completó tres buenas temporadas, promediando 18,1 puntos y 8,3 rebotes por partido, siendo elegido en dos ocasiones en el mejor quinteto de la Southeastern Conference. En la actualidad es el sexto máximo anotador de la historia de los Razorbacks, con 1753 puntos.

### Selección nacional
Fue convocado con la selección de baloncesto de Estados Unidos para participar en los Juegos Olímpicos de Los Ángeles 1984, donde consiguieron la medalla de oro ante la selección española.

### Profesional
Fue elegido en la sexta posición del Draft de la NBA de 1985 por Sacramento Kings, donde jugó durante 3 temporadas y media, antes de ser traspasado a los Boston Celtics, donde actuó como suplente de Robert Parish. Tras 5 temporadas en Massachusetts recaló en las filas de Phoenix Suns, cada vez jugando menos minutos, y aportando más en defensa que en ataque. A partir de la temporada 1996-97 inició un periplo por diversos equipos, que le llevaría a jugar con Los Angeles Lakers, New Jersey Nets, Chicago Bulls (donde ganaría su único anillo de campeón en 1998), de nuevo los Suns para acabar su carrera en Portland Trail Blazers.
En sus 15 temporadas como profesional promedió 4,8 puntos y 4,1 rebotes por partido.

## Estadísticas de su carrera en la NBA
|  | Denota temporada en la que fue Campeón de la NBA |

### Temporada regular
| Año       | Equipo      | PJ  | PT  | MPP  | %TC  | %3P   | %TL   | RPP | APP | ROB | TPP | PPP |
| --------- | ----------- | --- | --- | ---- | ---- | ----- | ----- | --- | --- | --- | --- | --- |
| 1985-86   | Sacramento  | 80  | 18  | 14.8 | .465 | –     | .723  | 4.7 | .6  | .3  | .4  | 5.2 |
| 1986-87   | Sacramento  | 79  | 31  | 21.0 | .471 | .000  | .786  | 6.1 | .9  | .4  | .4  | 7.9 |
| 1987-88   | Sacramento  | 82  | 60  | 24.4 | .472 | –     | .814  | 7.1 | 1.1 | .3  | .7  | 9.8 |
| 1988-89   | Sacramento  | 47  | 11  | 19.4 | .383 | .000  | .920  | 5.1 | .7  | .4  | .4  | 6.7 |
| 1988-89   | Boston      | 28  | 2   | 17.8 | .457 | .000  | .828  | 4.9 | 1.1 | .5  | .2  | 6.1 |
| 1989-90   | Boston      | 81  | 4   | 16.9 | .480 | .000  | .830  | 4.4 | .6  | .2  | .3  | 5.4 |
| 1990-91   | Boston      | 72  | 1   | 11.8 | .468 | .000  | .783  | 3.4 | .3  | .2  | .2  | 3.6 |
| 1991-92   | Boston      | 70  | 3   | 14.2 | .491 | .500  | .708  | 4.2 | .5  | .3  | .2  | 4.7 |
| 1992-93   | Boston      | 78  | 3   | 14.5 | .404 | .000  | .707  | 4.4 | .5  | .2  | .2  | 3.3 |
| 1993-94   | Phoenix     | 74  | 4   | 11.5 | .488 | .455  | .769  | 2.6 | .6  | .2  | .3  | 3.9 |
| 1994-95   | Phoenix     | 75  | 42  | 12.6 | .449 | .000  | .857  | 3.5 | .5  | .2  | .2  | 3.7 |
| 1995-96   | Phoenix     | 56  | 9   | 11.8 | .420 | .286  | .800  | 2.4 | .8  | .2  | .1  | 2.9 |
| 1996-97   | Phoenix     | 23  | 10  | 15.9 | .400 | 1.000 | .722  | 3.5 | .5  | .4  | .3  | 3.4 |
| 1996-97   | L.A. Lakers | 8   | 0   | 3.8  | .250 | –     | 1.000 | 1.1 | .0  | .0  | .0  | .8  |
| 1996-97   | New Jersey  | 28  | 0   | 16.2 | .427 | .500  | .722  | 4.1 | .8  | .3  | .4  | 3.0 |
| 1997-98   | Chicago     | 46  | 1   | 8.6  | .368 | –     | .833  | 1.7 | .7  | .1  | .1  | 2.0 |
| 1998-99   | Phoenix     | 31  | 5   | 12.1 | .405 | .000  | .667  | 2.2 | .4  | .3  | .0  | 2.2 |
| 1999-2000 | Portland    | 7   | 0   | 4.4  | .364 | –     | 1.000 | .9  | .3  | .1  | .0  | 1.6 |
| Total     | Total       | 965 | 204 | 15.2 | .453 | .271  | .794  | 4.1 | .6  | .3  | .3  | 4.8 |

### Playoffs
| Año   | Equipo     | PJ | PT | MPP  | %TC  | %3P  | %TL   | RPP | APP | ROB | TPP | PPP |
| ----- | ---------- | -- | -- | ---- | ---- | ---- | ----- | --- | --- | --- | --- | --- |
| 1986  | Sacramento | 3  | 0  | 15.0 | .385 | –    | .833  | 4.7 | .3  | .3  | .3  | 5.0 |
| 1989  | Boston     | 3  | 0  | 21.7 | .545 | .000 | .778  | 5.7 | .7  | .0  | .3  | 6.3 |
| 1990  | Boston     | 5  | 0  | 15.8 | .765 | .000 | .833  | 2.8 | .4  | .4  | .6  | 6.2 |
| 1991  | Boston     | 5  | 1  | 6.2  | .444 | –    | –     | 2.2 | .2  | .0  | .0  | 1.6 |
| 1992  | Boston     | 9  | 0  | 9.1  | .409 | .000 | 1.000 | 2.4 | .1  | .0  | .1  | 2.2 |
| 1993  | Boston     | 4  | 0  | 7.3  | .600 | –    | –     | 1.3 | .0  | .0  | .3  | 1.5 |
| 1994  | Phoenix    | 8  | 0  | 10.1 | .429 | –    | .667  | 2.1 | .4  | .1  | .5  | 3.5 |
| 1995  | Phoenix    | 10 | 10 | 16.7 | .574 | .500 | –     | 3.1 | .8  | .5  | .3  | 6.3 |
| 1996  | Phoenix    | 2  | 0  | 4.0  | .000 | –    | –     | .5  | .0  | .5  | .0  | .0  |
| 1999  | Phoenix    | 1  | 0  | 5.0  | .500 | –    | –     | 1.0 | .0  | 1.0 | 1.0 | 2.0 |
| Total | Total      | 50 | 11 | 11.8 | .515 | .200 | .793  | 2.7 | .4  | .2  | .3  | 3.8 |